# Tangxunhu
Tangxunhu är en sjö i Kina. Den ligger i den centrala delen av landet, 1 100 km söder om huvudstaden Peking. Tangxunhu ligger 18 meter över havet. Arean är 47 kvadratkilometer. Trakten runt Tangxunhu består till största delen av jordbruksmark. Den sträcker sig 10,2 kilometer i nord-sydlig riktning, och 12,1 kilometer i öst-västlig riktning.